# Lipeala (film)
Set It Up este un film de comedie romantică,în regia lui  Claire Scanlon, scris de Katie Silberman, și în rolurile principale avându-i pe Zoey Deutch, Glen Pwell, Taye Diggs și Lucy Liu.
Filmul a fost lansat pe 15 iunie 2018, de Netflix.

## Rezumat
Harper (Zoey Deutch) este asistenta de 25 de ani a lui Kristen (Lucy Liu) o jurnalistă și mai nou editorul unei reviste online specializată pe jurnalismul sportiv. Charlie (Glen Powell) este asistentul de 28 de ani a lui  Rick (Taye Diggs) care lucrează la finanțe. Ambii lucrează în aceeași clădire și se întâlnesc într-o seară când șefii lor au nevoie de cină. Harper comandase mâncare pentru ea și șefa ei, dar nu are bani să achite pentru aceasta, iar Charlie, care așteptase prea mult timp ca să comande mâncare, o achită și o ia pentru Rick. După ce Harper îi spune că va fi concediată dacă nu se întoarce cu mâncare, Charlie, ezitând, îi permite să ia o parte din cină. 
Atunci când îl intâlnește a doua zi pentru a-i întoarce banii de mâncare, Harper își exprimă surprinderea când vede că Charlie lucrează pentru un șef atât de abuziv și solicitant. Charlie arată că Rick este bine conectat și o recomandare de la el ar garanta succesul său financiar. Harper își exprimă admirația profundă față de Kirsten și dorința ei de a scrie un fel de jurnalism sportiv, care ar face oamenii să plângă.Plângându-se că ei nu au timp pentru viața lor personală, Charlie glumește și spune că șefii lor ar trebui să fie împreună. Harper este degustată la început de comentariu, dar după un pic de gândire este de acord că ar trebui să își aducă șefii împreună, înțelegând că dacă ar fi un cuplu, ar avea mai puțin timp pentru job-ul lor. Charlie se alătură planului.
Inițial, au convenit să își facă șefii să  fie prinși în ascensor, dar planul merge rău atunci când li se alătură un bărbat care suferă de claustrofobie și începe să se dezbrace în momentul în care ascensorul rămâne blocat. După aceea, Charlie și Harper pun la cale un plan ca șefii lor să se așeze alături la un joc de baseball și să fie prinși de kiss-cam pentru a se săruta. După trei încercări, Rick și Kirsten se sărută. Încep o relație, iar Charlie are mai mult timp liber pentru iubita sa, Suze, iar Harper are timp pentru a-și găsi un iubit.. 
Cu toate acestea, lucrurile dintre Rick și Kristen se complică, iar Harper și Charlie realizează că ar trebui să se străduie mai mult pentru a-și ține șefii împreună. Ei planifică întâlniri, scriu notițe de scuze și schimbă programul lor pentru a nu coincide cu evenimente la care Harper și Charlie vor să ajungă. După ce a organizat o escapadă de week-end, Harper poate ajunge la petrecerea de logodnă a celei mai bunei prietene, Becca. Când partenerul ei nu mai apare, Charlie îi ține companie și ei doi petrec o întreagă seară dansând și mâncând pizza.
După vacanță, Rick și Kirsten se întorc și îi anunță că sunt logodiți. Harper și Charlie sunt încântați de veste, dar își dă seama că Rick a cerut-o în căsătorie pe Kirsten pentru a o enerva pe fosta lui soție cu care încă se vede pe ascuns. Charlie ascunde acest lucru de Harper, dar ea descporă când accidental aude o conversație la telefon dintre Rick și fosta lui soție. Se ceartă cu Charlie și e rămâne dezamăgită când află că el a știut totul despre înșelat, dar continuă să planifice nunta lui Rick cu Kirsten astfel încât infidelitatea să rămână un secret.
Harper se duce la Kirsten și îi explică că ea și Charlie au făcut tot posibilul ca Rick să o întâlnească. Încearcă să îi explice că este Rick o înșeală cu fosta lui soție, dar nu reușește pentru că este concediată imediar, iar planurile pentru nuntă rămân neschimbate.
Charlie o duce pe Suze la un restaurant scump unde înțelege că nu se iubesc deloc. Se desparte de ea și fuge la aeroport pentru a-și da demisia și a-i spune lui Kirsten că Rick nu o iubește și nu o cunoaște deloc. Kirsten înțelege că e adevărat și îl părăsește.
Harper trece printr-o criză, dar decide să scrie din nou. Rick îi cere ajutorul lui Charlie pentru a se împăca cu fosta lui soție pe care încă o iubește. 
Kirsten o sună pe Harper și îi propune să o angajeze din nou, dar Harper refuză, spunând că vrea să se concentreze pe scris. Kirsten oferă să o ajute la editarea articolului ei.
Când pleacă, Harper îl vede pe Charlie care fusese sunat de Kirsten și înțelege că fosta ei șefă încearcă să îi aducă împreună. Charlie îi spune că și-a dat demisia. Ei realizează că sunt multe lucruri pe care le urăsc unul la celălalt, dar totuși sunt atrași unul de altul. Filmul se termină cu ei doi sărutându-se, după ce înțeleg că le pasă unui de celălalt.

## Distribuție
- Zoey Deutch ca Harper, asistenta lui Kirsten
- Glen Powell ca Charlie Young, asistentul lui Rick
- Lucy Liu ca Kirsten Stevens
- Taye Diggs ca Richard "Rick"
- Joan Smalls ca Suze, iubita lui Charlie
- Meredith Hagner ca Becca
- Pete Davidson ca Duncan, prietenul gay a lui Charlie
- Jon Rudnitsky ca Mike, logodnicul lui Becca
- Noah Robbins ca Stagiar Bo

## Producție
În februarie 2016, a fost anunțat că  Emilia Clarke a fost aleasă pentru film, cu Katie Silberman scriindu-l, în timp ce Justin Nappi și Julieta Berman îl vor produce, oar  Metro-Goldwyn-Mayer va distribui filmul. În martie 2017, a fost anunțat Zoey Deutch și Glen Powell s-au alăturat distribuției filmului, că Deutch o va înlocui pe  Clarke. Netflix va distribui filmul. În iunie 2017, Taye Diggs, Lucy Liu și Joan Smalls s-au alăturat distribuției filmului.

### Filmare
Filmarile au început în iunie 2017, în New York City.

## Lansare
Filmul a fost lansat pe 15 iunie 2018.

## Recepție
Pe site-ul de recenzii Rotten Tomatoes, filmul are un rating de 92%, în baza a 13 recenzii, și o medie de rating de 7.4/10. Pe Metacritic, filmul are o medie ponderată scor de 59 din 100, în baza a 9 de critici.

## Legături externe
- Set It Up la Internet Movie Database
- Lipeala la Netflix